# Culeolus antarcticus
Culeolus antarcticus is een zakpijpensoort uit de familie van de Pyuridae. De wetenschappelijke naam van de soort is voor het eerst geldig gepubliceerd in 1962 door Vinogradova.